# Airamia
Airamia là một chi bướm đêm thuộc họ Noctuidae.

## Loài
- Airamia albiocula (Barnes & McDunnough, 1918)